# Pallacanestro ai Giochi della XXVI Olimpiade - Torneo femminile
Il torneo femminile di pallacanestro ai Giochi della XXVI Olimpiade ebbe inizio il 21 luglio 1996 e si concluse il 4 agosto. Gli Stati Uniti vinsero la medaglia d'oro; l'argento andò al Brasile e il bronzo all'Australia.

## Risultati

### Fase preliminare

#### Gruppo A
| Team        | Pt | V - P | PF - PS   |
| ----------- | -- | ----- | --------- |
| 1. Brasile  | 10 | 5 - 0 | 424 - 360 |
| 2. Russia   | 9  | 4 - 1 | 378 - 342 |
| 3. Italia   | 8  | 3 - 2 | 330 - 309 |
| 4. Giappone | 7  | 2 - 3 | 365 - 396 |
| 5. Cina     | 6  | 1 - 4 | 347 - 378 |
| 6. Canada   | 5  | 0 - 5 | 293 - 352 |

#### Gruppo B
| Team             | Pt | V - P | PF - PS   |
| ---------------- | -- | ----- | --------- |
| 1. Stati Uniti   | 10 | 5 - 0 | 507 - 339 |
| 2. Ucraina       | 8  | 3 - 2 | 354 - 358 |
| 3. Australia     | 8  | 3 - 2 | 369 - 319 |
| 4. Cuba          | 7  | 2 - 3 | 365 - 377 |
| 5. Corea del Sud | 7  | 2 - 3 | 347 - 389 |
| 6. Zaire         | 5  | 0 - 5 | 287 - 447 |

#### Quarti di finale
| Squadra 1 | Risultato | Squadra 2   |
| --------- | --------- | ----------- |
| Giappone  | 93-108    | Stati Uniti |
| Australia | 74-70     | Russia      |
| Italia    | 50-59     | Ucraina     |
| Cuba      | 69-101    | Brasile     |

#### Piazzamenti 9º-12º posto
|  | Spareggi      | Spareggi      | Spareggi      |               |      | Finale 9º-10º posto  | Finale 9º-10º posto  | Finale 9º-10º posto  |  |
|  |               |               |               |               |      |                      |                      |                      |  |
|  | Zaire         | Zaire         | 67            |               |      |                      |                      |                      |  |
|  | Zaire         | Zaire         | 67            |               |      |                      |                      |                      |  |
|  | Cina          | Cina          | 91            |               |      |                      |                      |                      |  |
|  | Cina          | Cina          | 91            |               | Cina | Cina                 | 85                   |                      |  |
|  |               |               |               |               | Cina | Cina                 | 85                   |                      |  |
|  |               |               | Corea del Sud | Corea del Sud | 71   |                      |                      |                      |  |
|  | Canada        | Canada        | Corea del Sud | Corea del Sud | 71   | 79                   |                      |                      |  |
|  | Canada        | Canada        |               |               |      | 79                   |                      |                      |  |
|  | Corea del Sud | Corea del Sud | 88            |               |      | Finale 11º-12º posto | Finale 11º-12º posto | Finale 11º-12º posto |  |
|  | Corea del Sud | Corea del Sud | 88            |               |      |                      |                      |                      |  |
|  |               |               |               |               |      |                      |                      |                      |  |
|  |               |               |               |               |      | Zaire                | Zaire                | 46                   |  |
|  |               |               |               |               |      | Zaire                | Zaire                | 46                   |  |
|  |               |               |               |               |      | Canada               | Canada               | 88                   |  |

#### Piazzamenti 5º-8º posto
|  | Spareggi | Spareggi | Spareggi |      |        | Finale 5º-6º posto | Finale 5º-6º posto | Finale 5º-6º posto |  |
|  |          |          |          |      |        |                    |                    |                    |  |
|  | Giappone | Giappone | 69       |      |        |                    |                    |                    |  |
|  | Giappone | Giappone | 69       |      |        |                    |                    |                    |  |
|  | Russia   | Russia   | 80       |      |        |                    |                    |                    |  |
|  | Russia   | Russia   | 80       |      | Russia | Russia             | 91                 |                    |  |
|  |          |          |          |      | Russia | Russia             | 91                 |                    |  |
|  |          |          | Cuba     | Cuba | 74     |                    |                    |                    |  |
|  | Cuba     | Cuba     | Cuba     | Cuba | 74     | 78                 |                    |                    |  |
|  | Cuba     | Cuba     |          |      |        | 78                 |                    |                    |  |
|  | Italia   | Italia   | 70       |      |        | Finale 7º-8º posto | Finale 7º-8º posto | Finale 7º-8º posto |  |
|  | Italia   | Italia   | 70       |      |        |                    |                    |                    |  |
|  |          |          |          |      |        |                    |                    |                    |  |
|  |          |          |          |      |        | Giappone           | Giappone           | 81                 |  |
|  |          |          |          |      |        | Giappone           | Giappone           | 81                 |  |
|  |          |          |          |      |        | Italia             | Italia             | 69                 |  |

#### Semifinali
| Squadra 1 | Risultato | Squadra 2   |
| --------- | --------- | ----------- |
| Brasile   | 81-60     | Ucraina     |
| Australia | 71-93     | Stati Uniti |

#### Finali
3º-4º posto
| Atlanta 4 agosto 1996, ore 16:00 | Ucraina | 56 – 66 (24-33) referto | Australia | Georgia Dome |

1º-2º posto
| Atlanta 4 agosto 1996, ore 18:35 | Brasile | 87 – 111 (46-57) referto | Stati Uniti | Georgia Dome |

## Classifica finale
| Campione olimpico | Campione olimpico | Campione olimpico |
| --- | ----------------- | --- |
| Stati Uniti4 Edwards, 5 Staley, 6 Bolton, 7 Swoopes, 8 Azzi, 9 Leslie, 10 McGhee, 11 Steding, 12 McClain, 13 Lobo, 14 Lacy, 15 McCray, All. Tara VanDerveer |                   | |
| Argento | Brasile           | Brasile4 Hortência, 5 Branca, 6 Adriana, 7 Leila Sobral, 8 Paula, 9 Janeth, 10 Roseli, 11 Marta Sobral, 12 Silvinha, 13 Alessandra, 14 Cíntia Tuiú, 15 Cláudia, All. Miguel Ângelo da Luz  |
| Bronzo | Australia         | Australia4 Maher, 5 Tranquilli, 6 Brondello, 7 Timms, 8 Sandie, 9 Fallon, 10 Chandler, 11 Robinson, 12 Boyd, 13 Whittle, 14 Sporn, 15 Brogan, All. Tom Maher                               |
| 4. | Ucraina           | Ucraina4 Kyryčenko, 5 Burenok, 6 Žyrko, 7 Oberemko, 8 Paradiz, 9 Tkačenko, 10 Leleka, 11 Dovhaljuk, 12 Sadovnykova, 13 Syl'janova, 14 Šljachova, 15 Nazarenko, All. Volodymyr Ryžov        |
| 5. | Russia            | Russia4 Nikonova, 5 Konovalova, 6 Kušč, 7 Stepanova, 8 Baranova, 9 Svinuchova, 10 Kuznecova, 11 Zakaljužnaja, 12 Sumnikova, 13 Šakirova, 14 Pšikova, 15 Zabolueva, All. Evgenij Gomel'skij |
| 6. | Cuba              | Cuba4 Víctores, 5 Seino, 6 Vigil, 7 Herrera, 8 Lagnó, 9 Águila, 10 León, 11 Martínez, 12 Henry, 13 Hechavarría, 14 Gómez, 15 Enríquez, All. Miguel del Río                                 |
| 7. | Giappone          | Giappone4 Ichijō, 5 Murakami, 6 Ōyama, 7 Hagiwara, 8 Mikawa, 9 Yamada, 10 Katō, 11 Harada, 12 Okazato, 13 Kawasaki, 14 Nagata, 15 Hamaguchi, All. Fumikazu Nakagawa                        |
| 8. | Italia            | Italia4 Zanussi, 5 Bonfiglio, 6 Fullin, 7 Paparazzo, 8 Gardellin, 9 Caselin, 10 Ballabio, 11 Pollini, 12 Rezoagli, 13 Tufano, 14 Arnetoli, 15 Schiesaro, All. Riccardo Sales               |
| 9. | Cina              | Cina4 Miao, 5 Li X., 6 Liu, 7 Shen, 8 Zheng D., 9 Liang, 10 Chu, 11 Zheng H., 12 He, 13 Li D., 14 Ma Z., 15 Ma C., All. Chen Daoheng                                                       |
| 10. | Corea del Sud     | Corea del Sud4 Kim Ji., 5 Jeon, 6 Kwon, 7 Han, 8 Yu, 9 Park, 10 Kim Je., 11 An, 12 Cheon, 13 Lee, 14 Jeong S., 15 Jeong E., All. Lee Byeong-guk                                            |
| 11. | Canada            | Canada4 Smith, 5 Karch, 6 Thompson, 7 Stewart, 8 Molcak, 9 Evans, 10 Johnston, 11 Norman, 12 Jerant, 13 Boucher, 14 Blackwell, 15 Lange, All. Peter Ennis                                  |
| 12. | Zaire             | Zaire4 Mabika, 5 Pikinini, 6 Kapepula, 7 N'Goy Benga, 8 Ngalula, 9 Kongolo, 10 Bonzali, 11 Mbambi, 12 Kamanga, 13 Lobela, 14 Tshijuka, 15 Mbuyi, All. Mongamaluku Mozingo                  |